# Заштићено станиште Венерина падина
Заштићено станиште Венерина падина је једино станиште венерине власи у Србији и природно добро Звоначке бање. Налази се у југоисточној Србији, у долини Звоначке реке, општина Бабушница.  

## Историјат
Поступак заштите природног подручја је покренут 5. децембра 2016. када је Завод за заштиту природе Србије доставио студију заштите Министарству пољопривреде и заштите животне средине Републике Србије, као надлежном органу. Због својих природних вредности и потребе њиховог очувања, локалитет Венерина падина је 2005. године проглашен за заштићено подручје од изузетног значаја и заштићено подручје прве категорије као специјални резерват природе.
Уредбом о заштити Специјалног резервата природе Венерина падина обухваћена је површина од 0,2724 хектара и установљена су два режима заштите, првог и другог степена. За управљача заштите је изабрано Угоститељско–туристичко предузеће Хотел „Мир”.

## Категорија заштићеног подручја
Заштићено станиште Венерина падина обухвата површину од 0,2927 хектара од кога је око 93% површине у приватном власништву, а 7% у државним и осталим облицима власништва. Максимална надморска висина износи 670 метара, а минимална 646.
Установљен је режим заштите другог степена и идентификован је као подручје приоритетног типа станишта у оквиру међународне еколошке мреже „Емералд” због присуства одређених угрожених животињских врста на овом станишту. Према Правилнику о критеријумима вредновања и поступку категоризације заштићених подручја сврстава се у прву категорију – заштићено подручје од изузетног значаја.